# Đài quan sát thiên văn ở Suhor

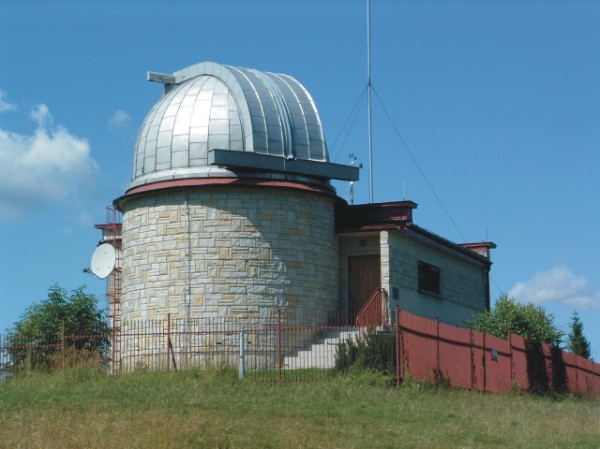
Đài quan sát thiên văn ở Suhor

Đài quan sát thiên văn ở Suhor nằm ở trên đỉnh núi Suhor (cao 1000 m so với mực nước biển), trong khuôn viên Công viên Quốc gia Gorce. Đây là đài quan sát thiên văn có vị trí cao nhất ở Ba Lan.

## Lịch sử
Đài quan sát thiên văn ở Suhor do Khoa Thiên văn học, Đại học Sư phạm Krakow quản lý và vận hành. Đài quan sát được xây dựng và bắt đầu đi vào hoạt động từ năm 1987. Các nhà nghiên cứu của trường Đại học Sư phạm Krakow đã lựa chọn vị trí trên núi Suhora để đặt làm đài quan sát vì nơi đây khá xa các khu dân cư, các vùng xung quanh không có các nhà máy công nghiệp, bao quanh là khu rừng của Vườn quốc gia Gorce, do đó đài quan sát sẽ có một không gian rõ ràng, không bị ảnh hưởng bởi khói bụi hay chất ô nhiễm.
Đài quan sát được trang bị kính viễn vọng phản xạ 600 mm (dùng gương thay cho thấu kính để hội tụ ánh sáng) của công ty Carl Zeiss (công ty chuyên sản xuất các dụng cụ quan học của Đức) với tiêu cự 7500 mm. Ngoài ra, đài quan sát còn được trang bị Camera SBIG ST10XME chứa các yếu tố cảm quang cho phép chụp và đọc tín hiệu tỷ lệ thuận với lượng ánh sáng tới trên nó. Kính thiên văn được đặt trong một vòm quay có đường kính 5 m.
Từ năm 1991, đài quan sát thiên văn ở Suhor đã tham gia vào mạng lưới WET (Dự án Kính thiên văn toàn cầu) với mục đích quan sát liên tục các vật thể được chọn.

## Hình ảnh

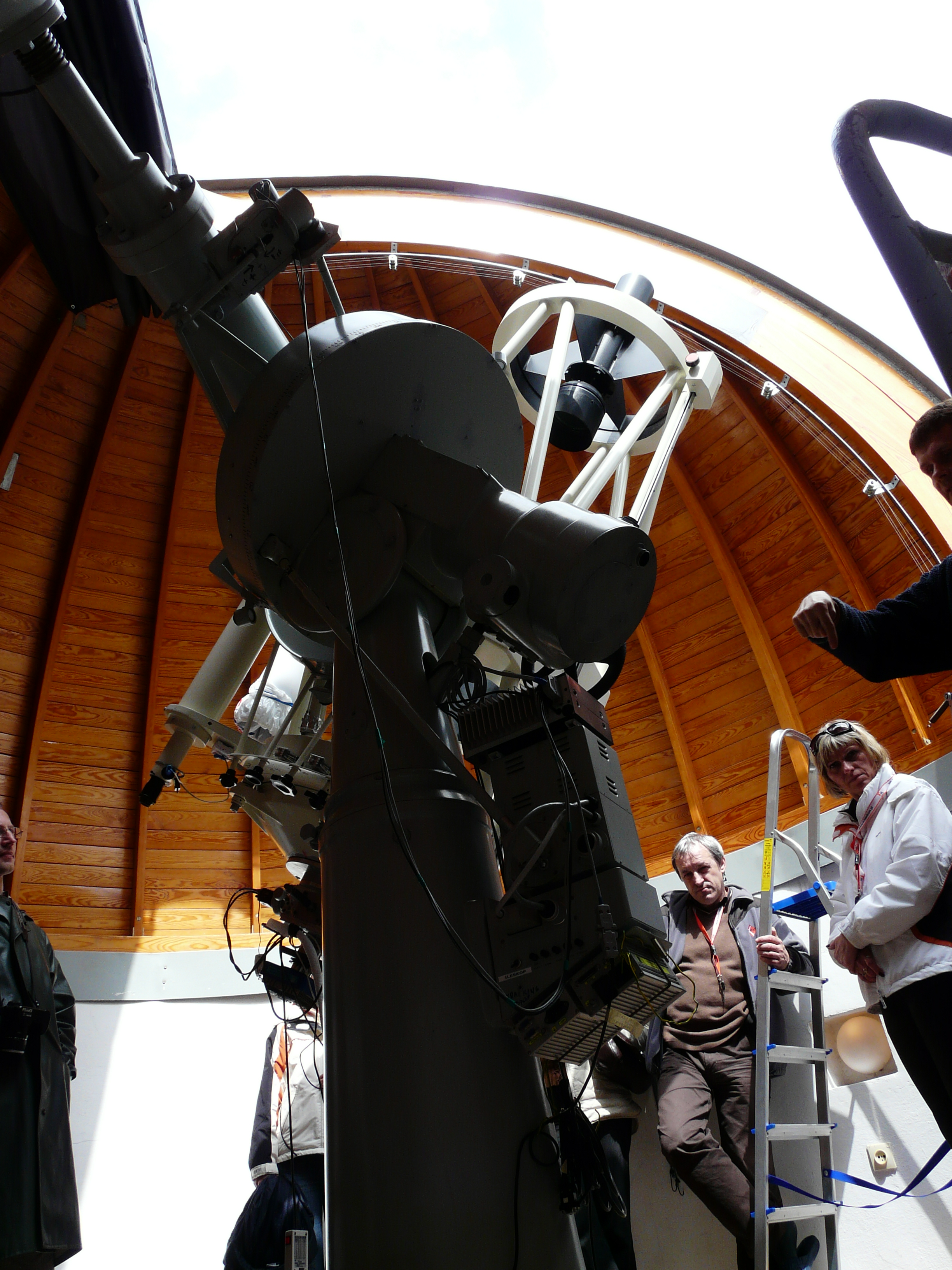
Thấu kính
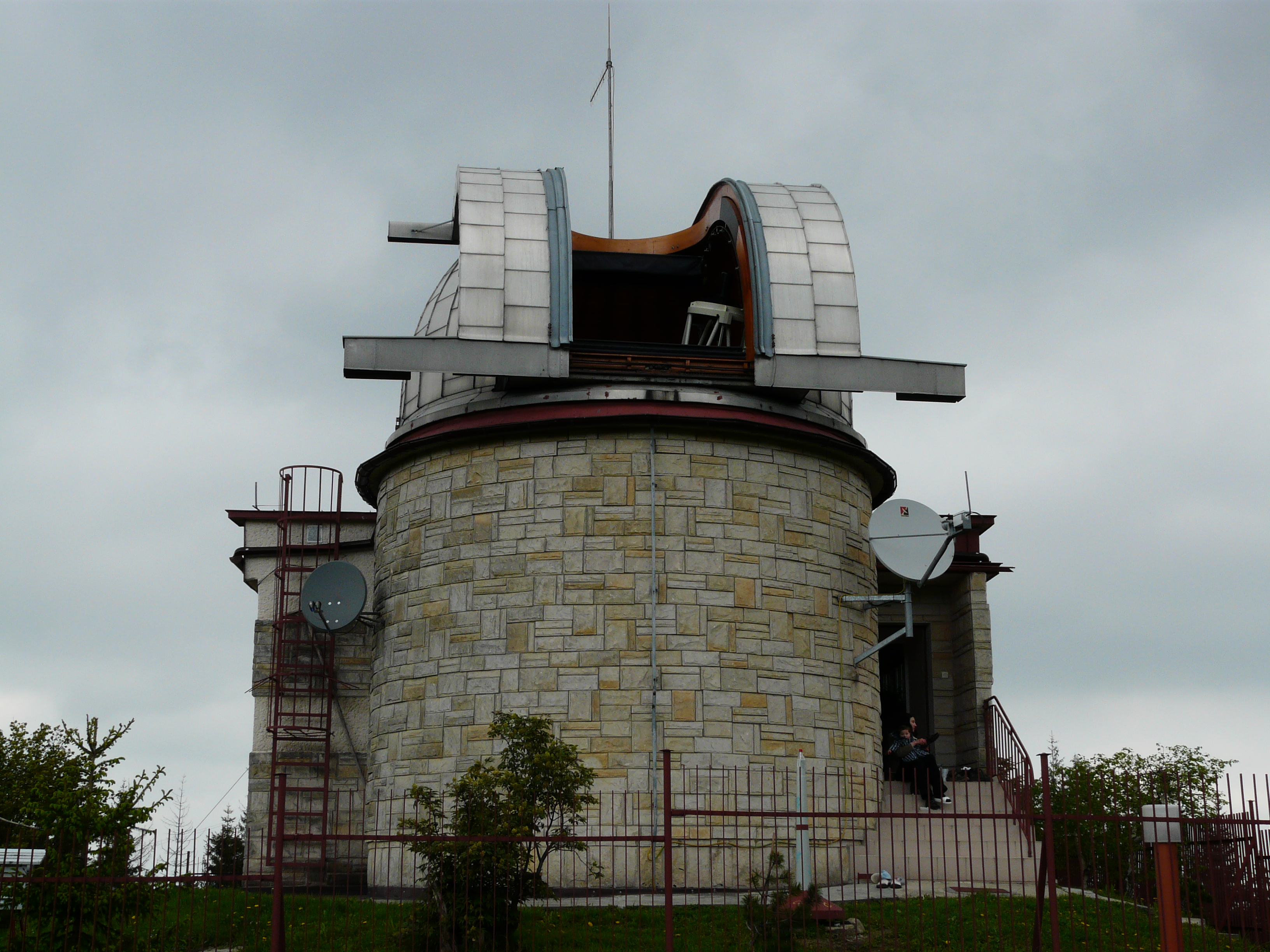
Toàn cảnh đài thiên văn